# Portal Tomb von Lennan

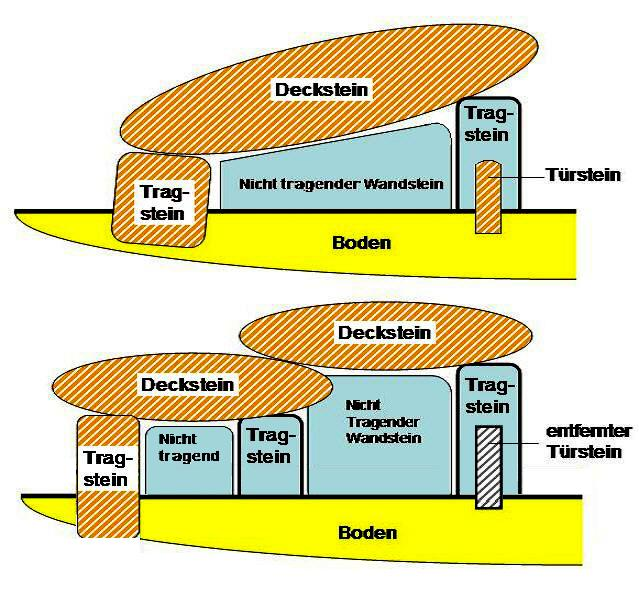
Schema irischer Portal Tombarten

Das Portal Tomb von Lennan (auch Lennon, irisch An Líonán) liegt südöstlich vom Weiler Tullycorbet und nordwestlich des Weilers Doohamlat bei Ballybay im County Monaghan in Irland. Das kleine Portal Tomb liegt an den Hängen eines Hügels östlich des Corfin Lough. Als Portal Tombs werden Megalithanlagen auf den Britischen Inseln bezeichnet, bei denen zwei gleich hohe, aufrecht stehende Steine mit einem Türstein dazwischen, die Vorderseite einer Kammer bilden, die mit einem zum Teil gewaltigen Deckstein bedeckt ist.
Die nach Nordwesten öffnende Kammer besteht nur noch aus zwei Seitensteinen und dem verlagerten Deckstein. Die Portalsteine und der Endstein befanden sich im Jahre 1936 noch in einer Feldgrenze wurden aber seitdem entfernt. Borlase schrieb über das Grab in: „In the town-land of Lennan and Parish of Tullycorbet“ und in „The Dolmens of Ireland“ Vol. 1 (1897). In seinem „Handbook of Irish Antiquities“ (1903) beschreibt William Frederick Wakeman (1822–1900) das Grab als “The inscribed cromlech of Lennan or Tullycorbet, Co. Monaghan”.